# Гейкен
Гейкен (нід. Hijken) — село в нідерландській провінції Дренте. Входить до муніципалітету Мідден-Дренте.
Його площа становить 28,12 км², а населення станом на 2021 рік складало 930 осіб.
Перша згадка про населений пункт датується 1370 роком.

## Галерея

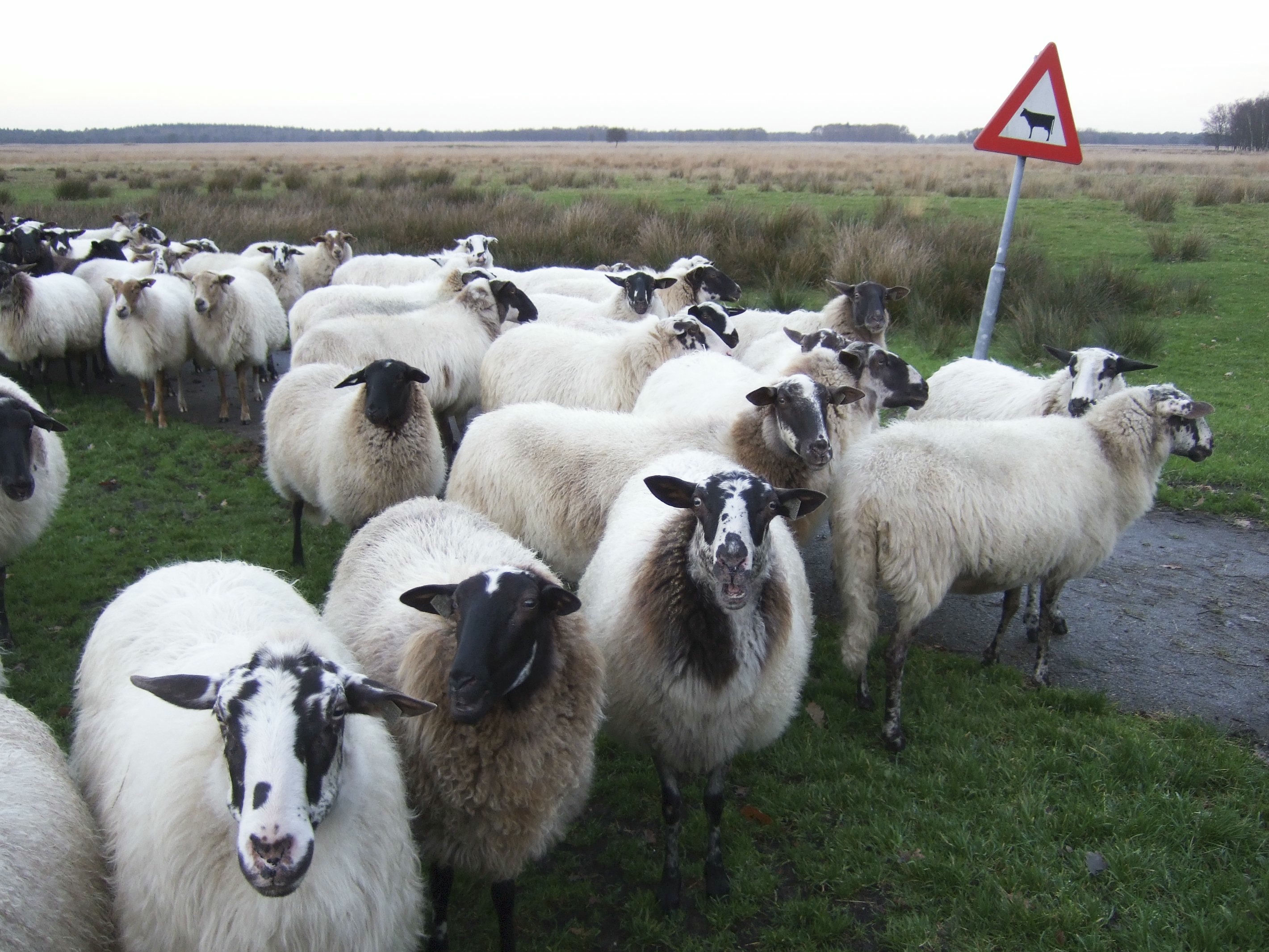
Вівці на вулиці Гейкена